# 존 수셰이
존 수셰이(John Suchet, /ˈsuːʃeɪ/; 1944년 3월 29일 ~ )는 영국의 언론인으로, ITN의 앵커이다. 배우 데이비드 수셰이의 형이다.